# 警廉衝突
警廉衝突主要是指香港警務處與廉政公署之間的衝突。
由於1960年代至70年代的香港警隊貪污嚴重，對政府形象造成沉重打擊，香港總督麥理浩決定在1974年成立當時簡稱為廉署的總督特派廉政專員公署整肅警隊的貪污。
廉署在展開調查工作後，揭發警隊集體貪污，因此展開搜證及追緝，然而廉署的執法行動引起警隊不滿。1977年爆發首次警廉衝突，警務人員連同警員家屬衝入金鐘廉政公署總部大肆搗亂及毆打廉署職員，並威脅將行動升級，總督麥理浩於同年11月同意頒布局部特赦令平息這次暴力衝突，雖然社會對特赦警隊存有異議，但廉署的獨立調查權利及執法行動，確使香港政府部門的公然貪腐和瀆職，以及公務員的貪污行為都有所減少，帶動香港社會的風氣走向廉潔，為香港社會及香港經濟的發展奠定基礎。2013年透明國際指數中，香港清廉指數全球排名第15位，控貪比例為95%。

## 1977年警廉衝突

### 背景
總督特派廉政專員公署成立以前，公職人員貪污問題嚴重，在眾多香港政府部門中，當中又以香港警務處的貪污問題最為嚴重，香港警隊貪污惡性由來已久，經常利用警權壓榨市民，衍生出嚴重的社會問題（詳見探長條目）。警務人員辯稱貪贓枉法的主因是薪酬太低，然而當年警隊的薪資及福利已經較大部分職業的同職級工種優越，更大的原因是抵受不住誘惑，於是濫用警權以謀取豐厚利益以滿足奢華生活，卻對香港社會及港府的聲譽造成很大的損害。戴麟趾爵士在離任香港總督前為回應社會對打擊公務員濫用職權謀取私利的訴求，在1971年5月通過《防止賄賂條例》，引入財產來源不明罪，將公務員收入與支出不相稱，且未能合理解釋收入來源列為刑事罪行，不過當時的大小貪污案仍是由香港警務處反貪污部負責調查，故此反貪的成效仍然極為有限。1973年葛柏案被揭發，葛柏涉嫌巨額貪污卻成功潛逃返回英國，香港市民對港府無力落實反貪污感到失望，沉聚已久的民怨終於爆發，激起「反貪污，捉葛柏」的大規模集會和示威遊行。為了平息民憤，回應市民及社會訴求，時任香港總督麥理浩爵士決定成立「總督特派廉政專員公署」取代警務處反貪污部，杜絕警隊「自己人查自己人」及互相包庇貪污惡行。總督特派廉政專員公署直接向港督負責，不受警務處干預，並對貪污文化根深蒂固的警務處正式展開刑事調查。

### 導火線
廉政公署展開對警隊的反貪污調查後，一石激起千重浪，廉署執法人員在各警區警署約談警務人員，多次在警署帶走涉嫌貪污的人員協助調查，並要求有關警務人員繳出槍械。由於廉政公署直屬香港總督，警隊無法如過往般以隻手遮天的手法，干擾或妨礙調查工作，在廉署追查下，警隊涉嫌貪污的惡行被越揭越多，包括黎民祐貪污案及油麻地果欄案等等，大批警務人員被查出集體貪污，罪行更互相牽連。至1977年11月初，因涉嫌貪污而被控告的警務人員多達260人。當時警隊人心惶惶，深怕自己的貪污惡行終會有一日曝光；不少警務人員因而申請提早退休，藉此逃避反貪污調查，亦有警務人員在被調查完結前被勒令退休或者革職，移居與香港無引渡協議的國家及地區，藝人曾志偉的父親曾啟榮便是因為當警長期間涉嫌巨額貪污而被廉署拘捕及起訴，曾啟榮在保釋候審期間潛逃到台灣終身做逃犯。有警員被揭破貪污的真面目後自殺，因同僚貪污而受到牽連，需要接受盤問的警務人員亦不堪壓力，對廉政公署產生怨恨。

### 香港警察暴力衝擊廉署總部

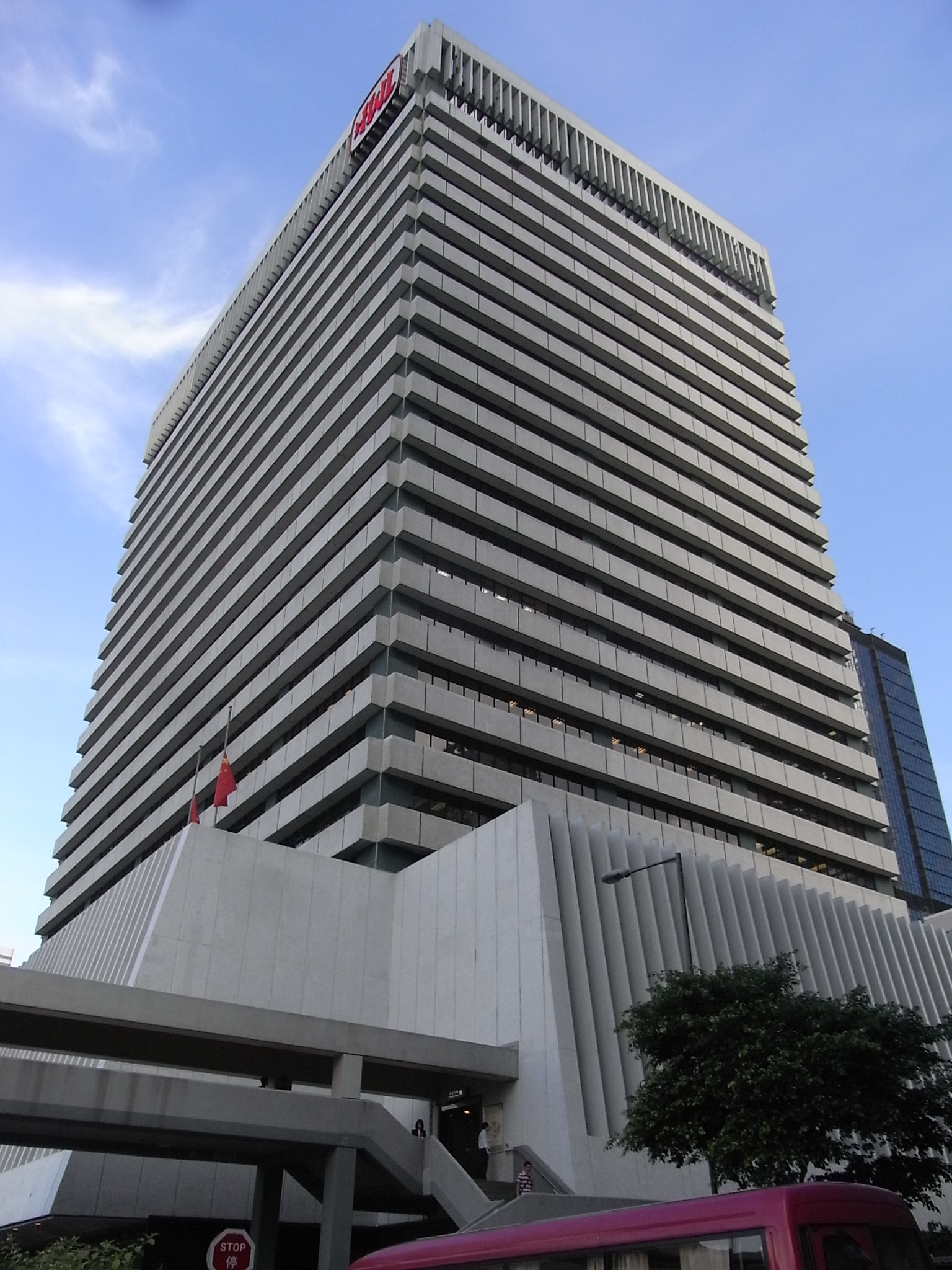
當時位於金鐘和記大廈的廉政公署執行處辦公室

1977年10月28日，數以千計的警務人員帶同家屬遊行到在灣仔的香港警察總部舉行示威，聲稱要抒發忿恨，同時請求時任警務處處長施禮榮向香港政府施壓，要求停止貪污調查。警隊進行示威期間，有過百名警務人員衝入在金鐘夏愨道和記大廈內的廉政公署執行處總部，打爛廉署辦公室的玻璃門，闖入辦公室內大肆搗亂及破壞，並毆打廉政公署職員，有5名廉署人員被打傷。事發後香港傳媒大篇幅報道警隊衝擊廉政公署，香港社會各界對此高度關注，擔心警隊在情緒失控下會有極端活動，甚至持槍叛變，嚴重威脅社會安全。
廉政公署內部在暴力事件發生後認為不應屈服，廉政專員姬達主張繼續調查警隊貪污。面對警隊因為被調查貪污而譁變，時任港督麥理浩考慮必要時出動香港義勇軍代替警隊維持治安，為防警隊持槍叛亂，駐港英軍亦奉命戒備。麥理浩、警務處及駐港英軍領導層在周末召開緊急會議討論應對方案。麥理浩表示時間很重要，時間拖長，警隊其他單位也會蠢蠢欲動，屆時要控制警隊就會更困難。一名警務處指揮官稱若以同僚身份對涉案警察展開拘捕有所困難，警隊已經開始拒絕執法。麥理浩隨即向駐港英軍指揮官詢問「可否作出貢獻」，駐港英軍指揮官指出由軍隊處理將會是個非常錯誤的決定，即使軍人不帶槍，軍部與警察部之間的重要關係將會遭受嚴重破壞，麥理浩最終打消了由駐港英軍介入的念頭。

### 港督特赦
考慮到大局及社會的反應後，麥理浩於同年11月5日決定對過去幾乎全部個案所涉及的大部分小規模貪污事件發出局部特赦令，指令總督特派廉政專員公署除了已經被審問、正被通緝和身在海外的人士，特赦於1977年1月1日以前所有涉嫌貪污而未被檢控的公職人員。於同月7日，他向立法局強調有關特赦令只此一次，下不為例，表明不會再作任何讓步，同時，立法局又修改《警隊條例》，授予警務處處長權力，可以即時革除任何不服從《警察通令》和廉政公署條例的警務人員。

### 廉署高層請辭
在頒布局部特赦令後，雖然瞬間平息了警務處內部的不滿情緒，但香港市民認為做法如同縱容警隊貪贓枉法，廉政公署的士氣也受到嚴重打擊，一直對追究貪污採取強硬立場的廉政專員姬達於1978年7月辭職，縱然麥理浩旋即挽留姬達，並任命他出任在香港行政權力僅次於港督的布政司一職，惟兩人的關係始終蒙上陰影。

### 後續影響
警廉衝突對香港社會造成深遠的影響，港督成立廉政公署打擊貪污，使香港公務員猖獗的瀆職行為亦隨之收斂，社會風氣也走向廉潔，香港在1970年經濟起飛，港英政府在成立廉政公署外亦作出多項改革，以回應市民加強對政府行政的監察及提高施政透明度的訴求，各部門對涉及利益衝突的行為也有所警惕，為香港在1990年代成為全球最廉潔的城市之一奠定基礎。

## 第二次警廉衝突
廉政公署接獲貪污投訴，經調查後確認毒品調查科高級警司冼錦華，收受香港警務處紅磡分區高級督察吳保安的妻子林春葉的豪華款待及免費提供的妓女性服務，廉署對涉案人士進行多個月的跟踪及監視後，於2002年5月16日晚上採取拘捕行動，當晚廉政公署人員在紅磡海逸酒店埋伏，冼錦華剛接受完由林春葉安排的免費妓女性服務後，在途經酒店大堂離開時，廉政公署人員立即上前將冼錦華拘捕，並且在冼錦華與妓女性交的房間內搜出違禁藥物威而鋼，廉署人員又到涉案警署邀請多名警務人員協助調查，廉政公署發表聲明指出被拘捕的高級警司冼錦華涉嫌收受包括免費召妓在內的利益，向娛樂場所經營者通風報信，包庇不法活動。外訪中的警務處處長曾蔭培在接獲下屬報告廉署公開聲明稱冼錦華因收受免費嫖妓的利益而被拘捕後，親自下令發出強硬的聲明責罵廉政公署，認為廉政公署的指控極為嚴重，損害了警務處的聲譽，並且指出廉政公署不應該公開未經過證實的指控。
在冼錦華案件前，廉政公署亦曾經多次拘捕警務人員，時任香港警務督察協會主席廖潔明就曾經表示，廉政公署在未有充分證據時作出拘捕以及公佈案情，對當事人所造成的傷害，惟廉政公署表示有需要向公眾交代，以維持執法行動的透明度，立法會議員亦批評警隊不應互相包庇，應該自我檢討。根據警廉聯絡機制，雙方有4個定期舉行的聯絡會議，惟當年的溝通渠道完全中斷，反而互發聲明透過香港傳媒傳遞信息，爆發公開罵戰。衝突愈演愈烈，時任保安局局長葉劉淑儀公開表明支持其屬下涉案的警務處，事件須由時任行政長官董建華介入，警務處才沒有繼續指責廉政公署拘捕冼錦華。
冼錦華因其接受免費性服務被區域法院裁定《公職人員行為失當》罪名成立，而另一項定明人員接受利益罪則罪名不成立，其刑期後來經上訴後減至兩年，冼錦華之後上訴至終審法院亦被駁回，需要繼續入獄服刑。

## 第三次警廉衝突
2010年11月19日，警務處商業罪案調查科在廉政公署總部大樓拘捕3名廉政公署人員，落案起訴他們於2009年調查窩輪天王吳鎮濤造市案時，涉嫌教唆污點證人張青浩作假證供，企圖妨礙司法公正。案件於2012年4月13日在區域法院裁決，總調查主任曹永年作假口供，故意撒謊自辯。總調查主任曹永年及高級調查主任陳啟鴻被裁定《妨礙司法公正》及《公職人員行為失當》罪名成立，助理調查主任歐劍鋒被裁定《公職人員行為失當》罪名成立。其中總調查主任被裁定罪名成立，為廉政公署成立以來被判處刑罰的最高職級人員。2012年4月30日，案中的總調查主任曹永年及高級調查主任陳啟鴻各被判處監禁30個月，助理調查主任歐劍鋒被判處監禁18個月。儘管警務處已經預先透過警廉聯絡機制通知廉政公署高層人員，惟對於警務人員在廉政公署總部大樓拘捕廉政公署人員的手法，仍然惹起廉政公署內部上下不滿。